# 空談師
『空談師』（くうだんし）は篠房六郎の漫画作品。
同名の作品が2つ存在し、うち一つは前後編の短編作品であり、もう一つは全17話構成の長編作品である。ともに、ある架空のオンラインゲームの世界を舞台にしている。
以下においては便宜上、前者を短編版、後者を長編版と区別して記述する。

## 短編版
『月刊アフタヌーン』（講談社）1999年11月号および12月号に掲載された。単行本『篠房六郎短編集〜こども生物兵器〜』（講談社）に収録。
物語を通じて、仮想現実であるゲーム世界において本気になれる者と、ゲームと割り切れる者との意識の相違が描かれる。

### ストーリー
カンゾー・ジョード・チハルの3人組パーティは、ある「ボード」の迷宮で有名な剣士シバに出会う。シバによれば、このボードは半年で5人しかログインしておらず、その5人のうち4人はここにいる自分たちだという。彼らは迷宮を進んでいくうちに、違法ツールを使ってボードの解析を行っていたラベルを見つける。彼女こそが「5人目」のPCであった。ラベルはこのボードには悪質な改造が施されているらしいと言い、自分がボードにアクセスした理由は、迷宮の最深部にある内容不明のデータファイルを受け取ってくれ、とボードのGM（個人の管理者）からメールをもらったからだとも語る。彼女の違法ツール使用のため、ボードは約3時間後に自動停止する。4人はタイムリミットまでに、彼女とともに最深部を目指し始めた。

### 登場人物
シバ
剣士。侍風の外装。「自動回復」と「死んだ振り」の隠れスキルを持つ、熟練のPC。ゲーム内では英雄的人物になりきったように振舞う。かつて有名なPKであったが、悪質なGM（運営会社の公式な管理者）のキャラをゲーム中で殺して有名人になったため、結果的に「英雄」として振舞わざるを得なくっている。以上の経緯から、自らの風評に無意識に従っているとラベルに指摘された。プレイヤー自身はペドフィリア趣味の持ち主で、彼がボードにアクセスした動機も、「趣味」に関する内容のメールを受け取った事が理由。
カンゾー
攻撃魔法を使うウィザード。仮面状の顔と細長い手足を持った外装。ゲームにおいて本気で「英雄気取り」になれるシバを嘲笑し、またその知名度を妬んでいる。シバに一泡吹かせようと、荒廃して放置されていたタナカのボードに違法改造を施し、そこがペドフィリア愛好者の交流場となっているという偽の内容のメールをシバに送り、彼をボードへおびき出した。通常の外装の下に、「シバに殺された運営のGMキャラ」の偽装をしていた（実際はGM仕様のPCではなく、単なる偽装）。
ジョード
職業は明言されていないが、回復・蘇生魔法を使うことができる。少女の外装。ゲームの途中で死亡する（ゲーム中の通常処理とは違い、プレイ復帰はできなかった）。
チハル
剣士。筋肉質の偉丈夫の外装。ただし口調や態度は初心者丸出し。戦闘のどさくさにまぎれて密かにカンゾーに殺される（後に密かにプレイに復帰している）。物語の終り近くで、実はカンゾーの正体を観察しにきた熟練PCであることが暗示される。
ラベル
幻獣を扱う調教師だが、回復魔法も使える。若い女性の外装。プレーヤーは「タナカハジメ」の学生時代の友人（タナカ自身はその事実を知らない）。
タナカのボードが荒れ始める直前に、偶然GMが彼だと気付いて参加していたプレーヤー。閉鎖型に移行した後も統制的な管理を続けて疲弊したタナカに、過去に面識のある自分自身とはまったく別人格の女性を装って、単純な興味本位でメールを送る。悪質なPCとの果てしない闘争に疲れ果てたタナカに対し、その苦労を労わり励ます役柄を演じることを楽しんでいたが、彼が本気で依存している事に気付いて連絡を絶つ。その後、異常とも思える執着を見せるタナカを一切無視していたが、ついにはタナカの「死亡通知」のメールが届き、同時に彼からの連絡は途絶える。そして半年後、彼女は自ら言うところの「安っぽい罪悪感」で彼に接触するため、ボードにアクセスした。
参加した5人のPCの中で唯一、ボード本来の管理者であるタナカからの招待を受けている事もあり、最終目的地に就くまでは彼女のキャラに対する敵モンスターの「当たり判定」はない（つまり攻撃されても一切のダメージを受けない）。彼女の弁によれば「招待されていたのは自分だけ」なので、カンゾーの仕掛けた罠としては予定外の参加者（罠に嵌める対象のシバは別として、ジョードとチハルの参加した経緯は不明）。
タナカハジメ
物語の舞台となるボードの本来の管理者（所有者）。厳密には本編中では登場しておらず、登場人物からその存在を語られるだけの人物。
かつてはタナカのボードは人気のある開放型ボードの1つだったが、ボード管理に極度な情熱を持った彼が悪質PC達に対して「徹底的な弾圧」を行った結果、彼らから散々な仕返しを食らい閉鎖型ボードに移行。ボード管理に疲れはてた頃に、ラベル（のプレーヤー）から励ましのメールを受け取り、良き理解者の出現に感激して心情を赤裸々に語った。やがて彼女への依存性がエスカレートしてきたため、彼女からの返信は途絶え、メールでの遣り取りは一方的なものとなる。彼女に対する依存は次第に異常な執着に向かい始め、関心と同情を引くために、自らを鬱病・神経症・白血病・エイズ・癌の末期症状などと称するようになる。ついには自分の「死亡通知」まで送りつけるに至り、それと同時に音信不通になり、以後の消息は途絶える。実際の生死や健康状態は不明だが、カンゾーが好き勝手にボードを改変していた事からも、少なくとも自分のボードに対してのリアクションはしていない模様。

## 長編版
『月刊アフタヌーン』（講談社）2002年3月号から2003年の7月号まで連載された。単行本は全3巻。
仮想現実であるゲーム世界に対する個々のPCの認識の描写に加え、彼らの様々な利害・思惑などが交差して物語は進む。

### ストーリー
開放型ボード「パラベラム」。ここでは住人が白と黒の2つの族（クラン）に分れ、「抗争」と呼ばれる試合を週末毎に行っていた。前日に謎の荒らし「クダン」があらわれた抗争当日、部外者のウーフーは抗争の事を知らずにパラベラムにアクセスして抗争に巻き込まれた。PC同士が殺しあう凄惨な様子を見て逃げ惑う彼女は、直前に会った黒の族の剣士ヨエルに再会し彼に助け出される。しかしヨエルは白の族の部隊長ギンに拘束され連れ去られた。
抗争後にウーフーはヨエルを拘束し続けているギンに再会するが、やがて彼らは謎の集団から追撃を受ける。それはウーフーたちの行動が、その集団がこれから行おうとしている「ある計画」にとって、イレギュラーかつ少々厄介なものであったからだ・・・。

### 主な登場人物

#### 黒の族
ヨエル
黒の族の剣士だが実はクダベの一員。クダベの「ハンター狩り」の実行者として、パラベラムに新入りPCとして入り込む。得物はトンファーに似た形状の一対の剣。驚異的な戦闘能力の持ち主で、一撃必殺のクリティカル攻撃を、素早いスピードで敵に確実に与える。初の抗争で29人切りのトップ成績を出す。
冷徹な雰囲気を漂わせているが、徐々に戦闘を行えなくなっている自分に気付き、精神的にもろくなり悩んでいる。また、本来はハンター狩りを密かに実行するため、クダベの「上層部」から抗争の際に戦闘能力を誇示せぬよう自重を促されていたのだが、うっかり「29人切り」をして自分の存在をパラベラム中にアピールしてしまったことも、彼の自信を喪失する原因となってしまった。過去にクダベとしての初仕事で、ウーフー（または良く似たPC）を殺害していたことが、物語の最後で暗示される。
クローグ
黒の族長。公式対戦成績5位の腕前だが、抗争前日に現れたクダン（ヨエル）と戦って負けた。ミポの彼氏。
ナエシ
黒の族の親衛隊隊長で、褐色の肌の若い女性の外装。得物は「糸」で、敵を切断する以外に他のPCを拘束したり、死体を操ることもできる。隊長を務めるだけあって大変戦闘の腕は立つが、結構性格は抜けている。また感情が顔に出やすいため、普段は仮面をかぶっている。ちなみに自己のボックスでは少女趣味全開。クローグに片思いをしている。ヨエルに興味を持ち、親衛隊にスカウトしようとした。
ヤマガタ
親衛隊員。得物はボウガンで、近づいてきたものを察知する知覚能力のスキルを持つ。親衛隊員としての初仕事の際にハンターに消滅させられる。
ヒロ
親衛隊員。使い魔を使役する。ヤマガタとともにハンターに消滅させられる。

#### 白の族
ダウ
長髪の美青年風の外装の剣士。得物は長刀。吃音症の持ち主で、基本的にオンライン中は、ギン以外の他のPCとのコミュニケーションを絶っている。自らに賞金を懸けるほどの筋金入りの「戦闘狂」PKで、注射器に似た小型爆弾を密かに対戦相手に仕込む戦法で無類の強さを誇る。抗争の際ヨエルの強さを見て彼との対決を望み、抗争中、ギンにヨエルを拘束させた。
ギン
ダウの実弟で、長柄のハンマーが得物。髪型がキューピーみたい、とウーフーから言われた少年の外装。激情的になりやすい性格。抗争時に白の族の部隊長を務めるが、部隊員はヨエル１人により全員殺害させられた。この失態が、彼やダウと古参PC達との間の対立を更に助長させることとなる。
ツクネ
白の族のナンバー2で陰湿な性格。爬虫類的な外装で、同じような姿の古参PCの取り巻きがいる。ダウの吃音を嘲笑った結果、過去の抗争中に彼から同族殺し（チームキル）の目にあった。その理由も含め、自分の言うことを聞かないダウを憎んでいる。
ワイト
白の族長だが、パラベラムにはあまりアクセスしていない。重厚な西洋風甲冑に全身を包み巨大な刀を使う。自己顕示欲が強い。ミポに言い寄っており、彼女の「元彼」であったことを思わせる様子も描写されている。
スズオ
着物に似た衣装を着た女性の外装の僧侶。抗争の際の失敗で落ち込むギンを励ますが、クダベの狙撃手に殺害される。

#### その他
ウーフー
少女の外装の商人。なんでも扱う「よろず屋」。彼女のデザインセンスのせいなのか、商品はパラベラムの住人に全然買われていない。PK行為に対して嫌悪感を持ち、ヨエルの殺戮行為を見て泣き叫んだ。物語中の狂言回しとも言える存在。
おばちゃん
ウーフーから「おばちゃん」と呼ばれている情報屋。顎ヒゲを生やしたマッチョな男性だが、オネエ言葉の持ち主。
マダム
情報屋。派手な衣装の年配女性の外装。
ミポ
パラベラムのGM。華やかなドレスを着た若い貴婦人を思わせる外装。しかし住人からは「いい加減な管理人」と評されている。
マギ
少女の外装を持つ、裏の事情に詳しい謎のPC。アブノーマルな嗜好の持ち主。
ハンター
荒し。ヨエルと戦ったハンターは、妊婦や哺乳類などを組み合わせたような異様な姿の違法改造された外装を使っていた（現代風に言えばチート）。裏でクダベと結託している節がある。
一（イー）
「5人組」の一人。主に下半身を鎧で固めた巨躯の持ち主。鎌状の大型ウォーピックを使う。ダウに一対一の決闘を申し込み互角に戦った。
二（アル）
「5人組」の一人。若い女性の外装。得物は、両手に持ったジャマダハル（カタール）と手首と肘に付けた刃を組み合わせたような武器。ナエシに殺される。
三（サン）
「5人組」の一人。ローブに身を包み色眼鏡をかけた慇懃な態度の男性。ダウを一との戦いに引きずり出すため、ギンを拉致する。ヨエルと戦ったハンターと同一人物と目されクダベに殺される。クダベのソーシャルハッキングの結果、三の正体は「1987年生まれの大学院生」であることが語られている。
四（スー）
「5人組」の一人。岩石のような肉体を持つ無口の大男。全ての魔法攻撃に対する耐性を持ち、得物は使わず拳で戦う。ダウに殺された。
五（ウー）
「5人組」の一人。長髪ヒゲ面の無頼漢風の外装で気性も荒い。リボルバー拳銃を使う魔法使い。親衛隊に射殺される。

## 設定
『空談師』シリーズおよび、『ナツノクモ』に共通の要素として「リネン」という架空の会社が作ったオンラインゲームが登場する。ただし、これらが全て同一のゲーム、同一のバージョンとは限らない。
- 形式：3DMMORPG。アクション性が高く、白兵戦においては操作者の技量次第で精緻な回避や攻撃の相殺を可能とし、たいがいの攻撃をノーダメージで切り抜けられる模様。
- 名称：ゲームの固有名称について明確な言及はない。「ボードゲーム」と呼ばれる事もあるが、下記のボードに由来する一般名称の可能性が高い。
- ボード：ゲームの舞台となる仮想空間。多くの場合サーバと同義。リネンが運営する公式ボードの他にリネンと契約したGMが管理する私設ボードが存在する。私設ボードには個人管理・会員制の閉鎖型ボードと開放型ボードがあり、後者は外部から自由に接続できるオープンサーバの事だと思われる。個人ボードのチェックとランク付けをリネンのGMが行なっている
- インタフェース：プレイヤーのリアクションからは全感覚没入型バーチャルリアリティを想像させるが、作中の描写ではフルフェイスのヘッドマウントディスプレイとデータグローブのみ。ディスプレイにはマイクとスピーカーが内蔵されている。ダメージを受けたときや触覚の表現として、指先と首筋に刺激が与えられる。
- 感情表現：表情への追従はコマンド式とは考えにくく、これもハードウェアで表情を読み取っている可能性がある。『ナツノクモ』では瞳から殺気のようなものを感じ取ることもできた。鼻血や涙を流す場合さえあり、漫画的表現と言ってしまえばそれまでだが、実際にゲーム中で行なわれているとすれば相当高度な検出と判断が行なわれていることになる。
- 規制：短編『空談師』では血糊などは数秒で消える設定となっており、規制で揉めている。また「ゲーム中では規制のため、殺人はできても強姦は無理」というような台詞も語られている。
- PC：プレイヤーのこと。一人のPCは複数の外装（後述）を切り替えて使うことができる。
- 外装：ゲームの中で使用するプレイヤーキャラクターを指す用語、およびその外見上のデザイン。『ナツノクモ』では、動物園の住人の外装を高名なデザイナーが担当するなど、外観についてはカスタマイズの自由度が高い。『空談師』では、違法改造された外装がダメージを受けるとその部位が欠損し、場所によっては「本物の内臓からスキャンした海外製」という触れ込みの、写実的にテクスチャマッピングされた内臓が飛び出すエフェクトを使用していた例もある。
- 体力：ヒットポイント制。0になると死亡し、死亡状態から蘇生スキルを使用せずにその場で復活すると能力値が25%減少する。違法改造された外装では最大で9999。
- 切断と消滅：外装が生きている状態で通信を切断すると、外装はボードからログアウトする。外装が死亡状態のまま切断すると、2分後に外装のデータが全て消滅（ロスト）し、その場合は一切復旧できない。この条件以外でも、カバキなどの違法プレイヤーがつかったウィルスで外装のデータが変質させられた場合、ロストする可能性がある。
- 拷問：上記のように、死亡状態からはステータス低下と引き換えに何度でも復活できる。従って消滅させるためには攻撃を続けて、復活するそばから死亡させ、復活する気力を相手プレイヤーから奪う必要がある。この行為を「拷問」と呼ぶ。
- 隠れ能力：外装には生まれ持った特殊能力がある。ただし一度でも死亡して復活すると、その時点で隠れ能力は失われる。
- スキル：作品中の描写からゲームシステムの中心はスキル制であることがうかがわれる。
- 泥棒行為：所有権の概念は薄いようで、死亡したり行動不能になった外装からは持ち物を自由に奪える。盗賊のスキルがあれば戦闘中の相手からも略奪が可能である。
- アイテム作成：生産に関しては外装同様自由度が高く、機能やデザインを高度にカスタマイズできる。
- ボックス：PCに与えられた個室のような空間。個々のPCの好みによって内部を様々にカスタマイズできる。入室するにはパスワードかボックスの持ち主の許可が必要。

## 用語
パラベラム
ミポがGMをつとめる開放型ボード。住人は黒と白の族（クラン）に分かれ、週末には彼らの間で「抗争」が行われる。抗争の発祥はある2人のPKとPKKとの戦いに発し、黒にはPK、白にはPKKが多い。禍根を残さないフェアプレー精神という名目のため、抗争時以外は住人同士の戦闘に対してペナルティを課す「制約」がある（相手にダメージを与えるとそれが自分に跳ね返ってくる、など）。
黒の族
メンバーは顔に族の一員としての目印である黒色のイレズミをつけ、黒色系統の外装をしている。白の族とは違い、体制のまとまった族。
白の族
黒の族とおなじく、族のメンバーは顔に目印である白色のイレズミをつけ、白色系統の外装をしている。古参PCとダウやギンなどの新参PCが対立するなど、内部統制が取れていない。そのためか抗争で連敗中。
クダン
PCたちから呼ばれているクダベの外装の名称。予告をしたうえで荒らし行為を行う者、として認識されている。
クダベ
GMとの密かな契約に基づき秘密裏に善悪様々な仕事を行う族、またはその活動を行うときに使う牛頭人身の外装。その報酬としてGMからボードの記録（ログ）の閲覧権を得ている。クダベの一員は手の平に、牛の顔をデザイン化したクダベの紋章を持つ。
親衛隊
黒の族の自警団的なエリート部隊で、独自の制服を持つ。抗争で一定の成績をあげると入隊資格が与えられる。
飛猿（とびざる）
賞金稼ぎの族。ツクネの要請でダウに攻撃をしかけた。伸縮自在な機械状の長い腕を持つ。
5人組
賞金稼ぎ組織の上位5人のチーム。PC検索などで目立つことを防ぐため、メンバーは意図的に単純な名前を名乗っている。飛猿の失敗のため、ダウをロストさせるべくパラベラムにやってきた。
痛がり屋
弱々しい女子供などの外装をしていたり、攻撃されると残酷な効果が外装に現れるなど、結果的に攻撃者に嗜虐的な刺激を与えるPC。そのため、攻撃者自体が精神的快楽もしくは苦痛を受けることになり易い。

## その他
- 1巻では、同じ作者の短編集『家政婦が黙殺』収録作品のキャラクター（後醍寺ゆかりと肉奴隷）が1コマだけカメオ出演している（p127）。
- 3巻でヨエルの肩当ての位置が逆になっているページがある。
- 「ボード」（≒ゲームサーバ）や「違法改造」（≒チート）など、現在一般の語彙とは異なる作者の造語がしばしば使われているが、これは本作が、作中描かれているようなMMORPGの普及とそこで起こる事案が、日本で現実に認知されるより先んじて執筆された、オンラインゲームの近未来像を描いたSFだからである。

## 書籍
篠房六郎 『篠房六郎短編集 こども生物兵器』 講談社 〈アフタヌーンKC〉 全1巻
1. ISBN 4-06-314305-8

篠房六郎 『空談師』 講談社 〈アフタヌーンKC〉 全3巻
1. ISBN 4-06-314304-X
2. ISBN 4-06-314316-3
3. ISBN 4-06-314323-6